# Континент (часопис)
Континент — був заснований в 1974 р. як емігрантський дисидентський журнал, який зосереджувався на темах політики СРСР і соціалістичних країн. Видавався в 1974 - 1992 рр. в Парижі, з 1992 р. видається в Москві. Норвезьке видання називалося Kontinent Skandinavia (no:Kontinent Skandinavia) і друкувалося в 1979 - 1981 рр. Засновник і перший головний редактор часопису — російський письменник Володимир Максимов. Часопис видавався російською і німецькою мовами, а потім перекладався англійською мовою.

## Історія, автори
Журнал “Континент” був заснований в Парижі в 1974 р. як орган вільної російської думки, російського і загальноєвропейського антикомуністичного визвольного руху.
Серед постійних авторів і членів редколегії часопису були чотири лауреати Нобелівської премії: Андрій Сахаров, Олександр Солженіцин, Йосип Бродський, Чеслав Мілош. Також авторами і членами редколегії були Мілован Джилас, Роберт Конквест, Генріх Белль, Ежен Йонеско, Віктор Некрасов, Наум Коржавін, а також багато інших видатних представників світової культури другої половини ХХ століття.